# Severo (vigário)
Severo (em latim: Severus) foi um oficial romano do século IV, ativo no reinado dos imperadores Constantino (r. 306–337) e Licínio (r. 308–324). É registrado numa lei do Código de Teodósio (III.32.1) de 18 de dezembro de 322 sobre a recuperação de menores de propriedade alienada e numa do Código de Justiniano (III.12.3) de 13 de abril de 323 proibindo índices para instituir novos festivais. Seu ofício não aparece nas leis, mas elas melhor caberiam a um vigário ou prefeito pretoriano. Pensa-se, caso era prefeito pretoriano, que talvez pudesse ser associado a Acílio Severo, cônsul em 323.